# (5934) Mats
(5934) Mats est un astéroïde de la ceinture principale.

## Description
(5934) Mats est un astéroïde de la ceinture principale. Il fut découvert le 20 septembre 1976 à l'observatoire Kvistaberg par Claes-Ingvar Lagerkvist et Hans Rickman. Il présente une orbite caractérisée par un demi-grand axe de 2,38 UA, une excentricité de 0,22 et une inclinaison de 2,3° par rapport à l'écliptique.

## Compléments